# Parafomoria halimivora
Parafomoria halimivora là một loài bướm đêm thuộc họ Nepticulidae. Nó được tìm thấy ở bán đảo Iberia.
Chiều dài cánh trước là 2.1-2.3 mm đối với con đực và 1.8-2.2 mm đối với con cái. Con trưởng thành bay vào tháng 4, tháng 5 và tháng 9. There are probably several generations per year.
Ấu trùng ăn Halimium alyssoides, Halimium atriplicifolium, Halimium halimifolium và Halimium ocymoides. Chúng ăn lá nơi chúng làm tổ. 